# Mercedes-Benz Maybach Studie
Mercedes-Benz Maybach Studie ist ein Konzeptfahrzeug von Mercedes-Benz, das 1997 vorgestellt wurde und später als Maybach 57 und 62 in Serie ging.

## Präsentation
Die Mercedes-Benz Maybach Studie wurde in der Tokyo Motor Show in Tokio 1997 als Konzeptfahrzeug eines Luxusautos vorgestellt. Geplant war eine Chauffeurlimousine der Oberklasse.

## Merkmale
Angetrieben wurde das Fahrzeug von einem Viertakt-Ottomotor mit zwölf Zylindern, einem Hubraum von 6000 Kubikzentimetern, Hinterradantrieb und einem Sechs-Gang-Automatikgetriebe.
Besonderheiten waren Liegesitz mit Unterschenkelauflage und schwenkbarer Fußstütze sowie ein Unterhaltungssystem für die Passagiere der Fahrgastzelle: 20-Zoll-Flachbildschirme für Video- und Fernsehprogramme ein Soundsystem mit Radio, CD-Wechsler und Minidisc-Abspielgerät und zwei kleine Sechs-Zoll-Bildschirme zur Steuerung der Anlage. Das Kommunikationssystem könne mit drei Mobiltelefonen betrieben werden.
Das Fahrzeug ist 5,77 Meter lang und damit 0,56 Meter länger als der Mercedes-Benz S 600. Der Radstand ist um 40 cm länger, während die Breite und die Höhe jeweils 6 cm größer sind. Daraus ergeben sich 3565 mm Radstand, 1946 mm Breite und 1546 mm Höhe.

## Serienmäßige Produktion
Wurde das Konzeptfahrzeug Maybach Studie noch unter dem Namen Mercedes-Benz präsentiert, hätten Kundenbefragungen (unter anderem in Tokio, Hongkong, London oder New York) gezeigt, dass die angepeilten Kunden lieber einen „exklusiveren Namen“ für ein derartiges Luxusauto bevorzugen würden. Daher wurde entschieden, das Fahrzeug unter dem Namen Maybach zu vertreiben; Maybach erhalte jedoch die komplette technologische Unterstützung durch Mercedes-Benz. Weltweit wurden für den Vertrieb Maybach-Zentren eingerichtet, in Deutschland neben Sindelfingen noch in Berlin und Hamburg.